# Victor Félix Raulin
Victor Félix Raulin (o Félix-Victor) ( 1819 - 1905 ) fue un botánico, geólogo francés, que trabajó extensamente en fósiles botánicos. Fue profesor de geología, de mineralogía, y de botánica en la Universidad de Burdeos, habiendo realizado la primera exploración botánica a la isla de Creta.

## Algunas publicaciones
- 1848. Sur les transformations de la flore de l'Europe centrale pendant la période tertiaire. Ed. L. Martinet. 14 pp.
- 1879. Du Sommeil de la chrysalide chez diverses espèces de Bombyx. Ed. impr. Pitrat. 8 pp.

### Libros
- 1844. Géologie de la France. 31 pp.
- v. Félix Raulin, alexandre félix g.a. Leymerie. 1858. Statistique géologique du département de l'Yonne, executée avec la direction de m. A. Leymerie. 880 pp. en línea
- 1861. Description physique de l'île de Crête: Partie géologique. Libro 3. Ed. Coderc Degréteau & Poujol. 194 pp.
- 1867. Le regne minéral. Ed. Libr. de L. Hachette & Cie. 65 pp.
- 1868. Éléments de géologie (géologie de la France): pour l' enseignement secondaire special. Ed. L. Hachette & Cie. 282 pp.
- 1869. Eléments de géologie: Redigé conformément aux programmes officiels de 1866 pour l'enseignement secondaire spécial. 1e et préparatoire ann. Ed. L. Hachette & Cie. 287 pp.

- La abreviatura «Raulin» se emplea para indicar a Victor Félix Raulin como autoridad en la descripción y clasificación científica de los vegetales.[1]